# Willa Louisa Damego
Willa Louisa Damego – willa miejska z ogrodem z około 1900 roku przy ulicy Sokolskiej 8 w Katowicach, wpisana do rejestru zabytków nieruchomych województwa śląskiego.

## Historia
Willę zaprojektował i wybudował około 1900 roku jako dom własny i siedzibę firmy budowlanej Louis Dame – architekt i mistrz murarski, autor licznych projektów architektonicznych w Katowicach i na Górnym Śląsku.
W latach 1903–1922 mieszkał tu nadburmistrz Katowic Alexander Pohlmann.
W dwudziestoleciu międzywojennym mieścił się tu Konsulat Generalny Niemiec, a w czasie II wojny światowej siedziba nazistowskich organizacji. Po 1945 roku działała m.in. prokuratura (do 1989 roku), a od 1999 roku dom jest własnością i siedzibą „Funduszu Górnośląskiego” S. A.
3 października 1994 roku budynek wpisano do rejestru zabytków pod nr A/1548/94 (obecnie nr A/713/2020).

## Architektura
Dom zaprojektowano jako willę miejską z założeniem ogrodowym, częścią gospodarczą  i utylitarną. Od strony zachodniej znajdowało się podwórze ze stajnią, na które prowadził wjazd obok przybudówki pełniącej funkcje gospodarcze i mieszkalne. Budynki te oddzielały willę od położonego we wschodniej części parceli warsztatu i placu składowego.
Jest to obiekt murowany z dekoracją szachulcową, posadowiony na cokole z piaskowca, o planie zbliżonym do prostokąta, z wieżą w północno-wschodnim narożniku i oficyną od południa. Podpiwniczony, piętrowy z użytkowym poddaszem. Nakryty wysokim wielospadowym dachem z lukarnami, pokryty dachówką ceramiczną - holenderką. Elewacje gładkie, tynkowane; oryginalnie zdobiły je dekoracje sztukatorskie o motywach roślinnych oraz elementy szachulcowe.
Wejście główne znajduje się w cofniętej części elewacji frontowej i prowadzi do hallu w narożniku południowym z jednobiegowymi, murowanymi schodami. Z hallem łączy się korytarz. Pomieszczenia mieszkalno-reprezentacyjne w układzie amfiladowym zaprojektowano wzdłuż elewacji północnej i wschodniej, natomiast pomieszczenia pomocniczo-gospodarcze w części zachodniej budynku.  Rozplanowanie piętra i poddasza jest analogiczne do parteru.
Willa stanowi przykład malowniczej rezydencji miejskiej nawiązującej do angielskiego budownictwa wiejskiego, tzw. cottage house
W stylu cottage zaprojektowano wnętrza domu. Dominowała ciemna kolorystyka, ciężkie materiały, detale w stylu gotyckim oraz drewniane boazerie, posadzki i sufity. Z pierwotnego wystroju zachowały się jedynie żeliwne schody, piec na poddaszu i drewniana stolarka okienna i drzwiowa.
Pierwotnie willę otaczał duży ogród, zajmujący teren dzisiejszej parceli przy ul. Sokolskiej 6.
Około 1928 roku od zachodu wystawiono oficynę, zlikwidowano stajnie i warsztat, a do budynku gospodarczego dobudowano garaż. W miejscu dawnych placów składowych powstały nowe obiekty.
W latach 90. XX wieku dokonano renowacji elewacji i częściowo przebudowano wnętrza. Dodano półokrągły świetlik o konstrukcji metalowej na poziomie przyziemia służący doświetleniu pomieszczeń piwnic oraz zadaszenie głównego wejścia i łącznik pomiędzy willą a oficyną.

## Galeria zdjęć

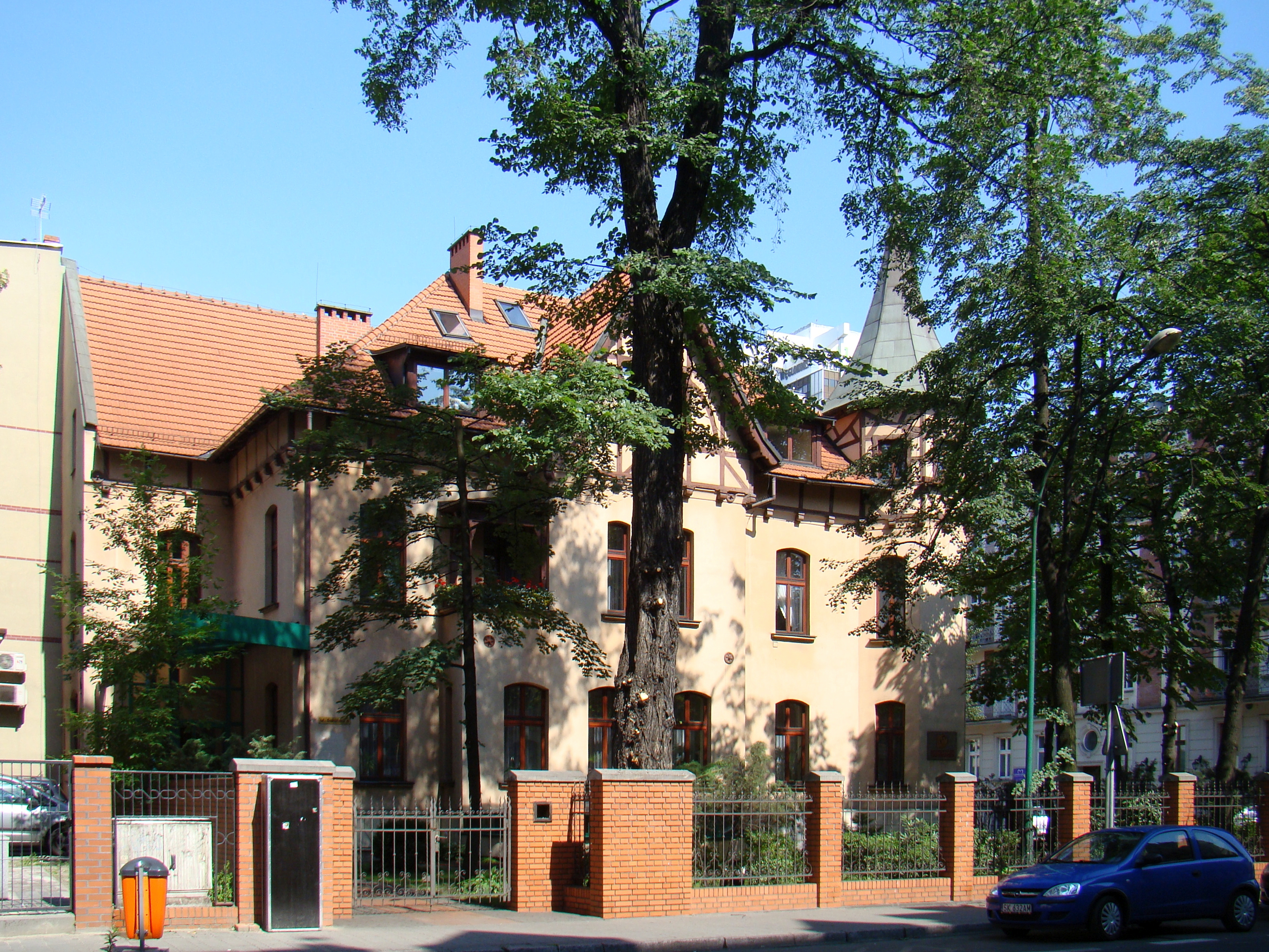
Elewacja frontowa (2014)
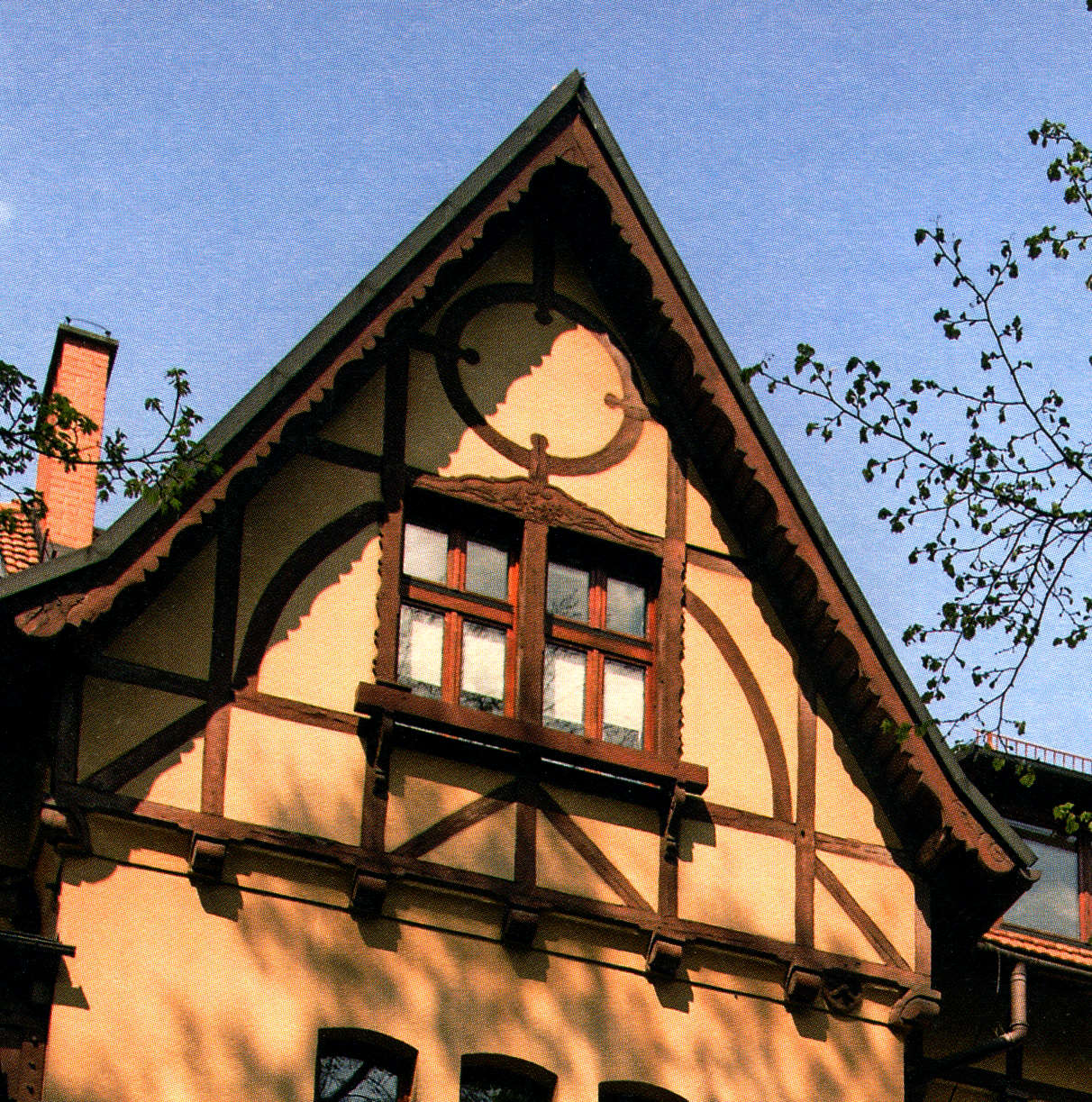
Dekoracja szachulcowa (2016)
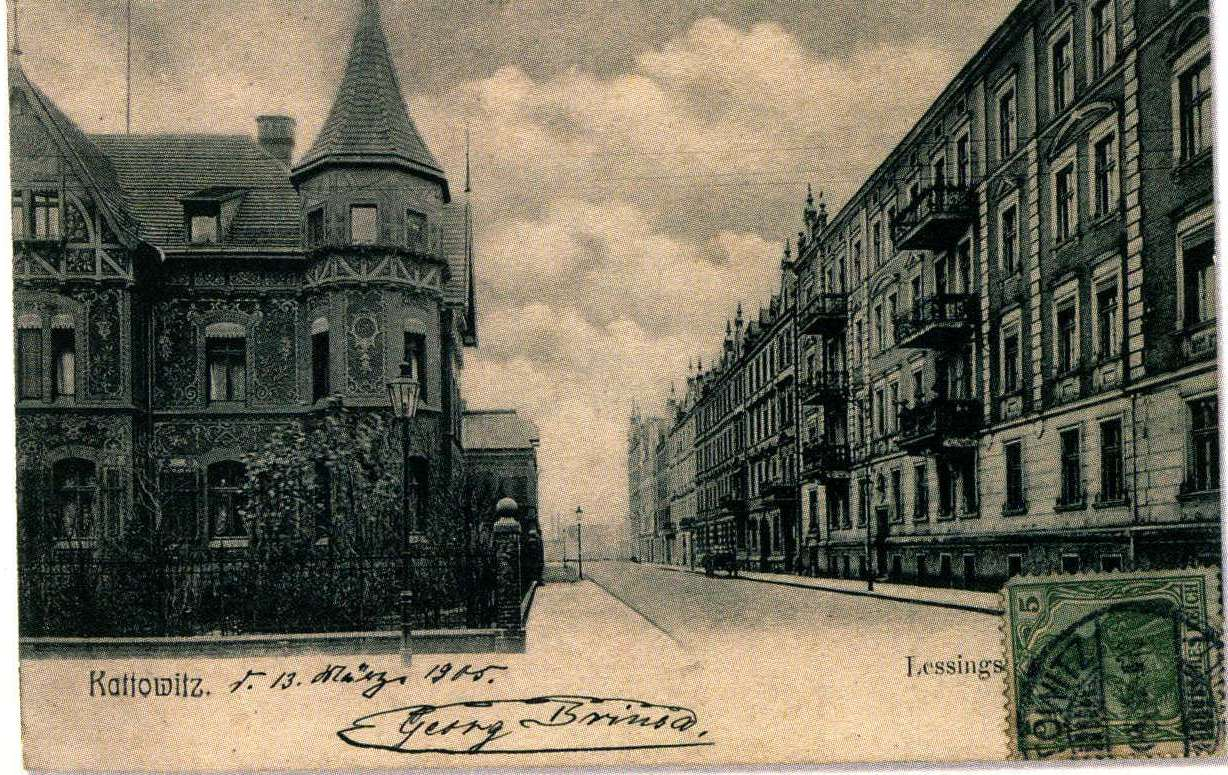
Fragment elewacji wschodniej (1903)
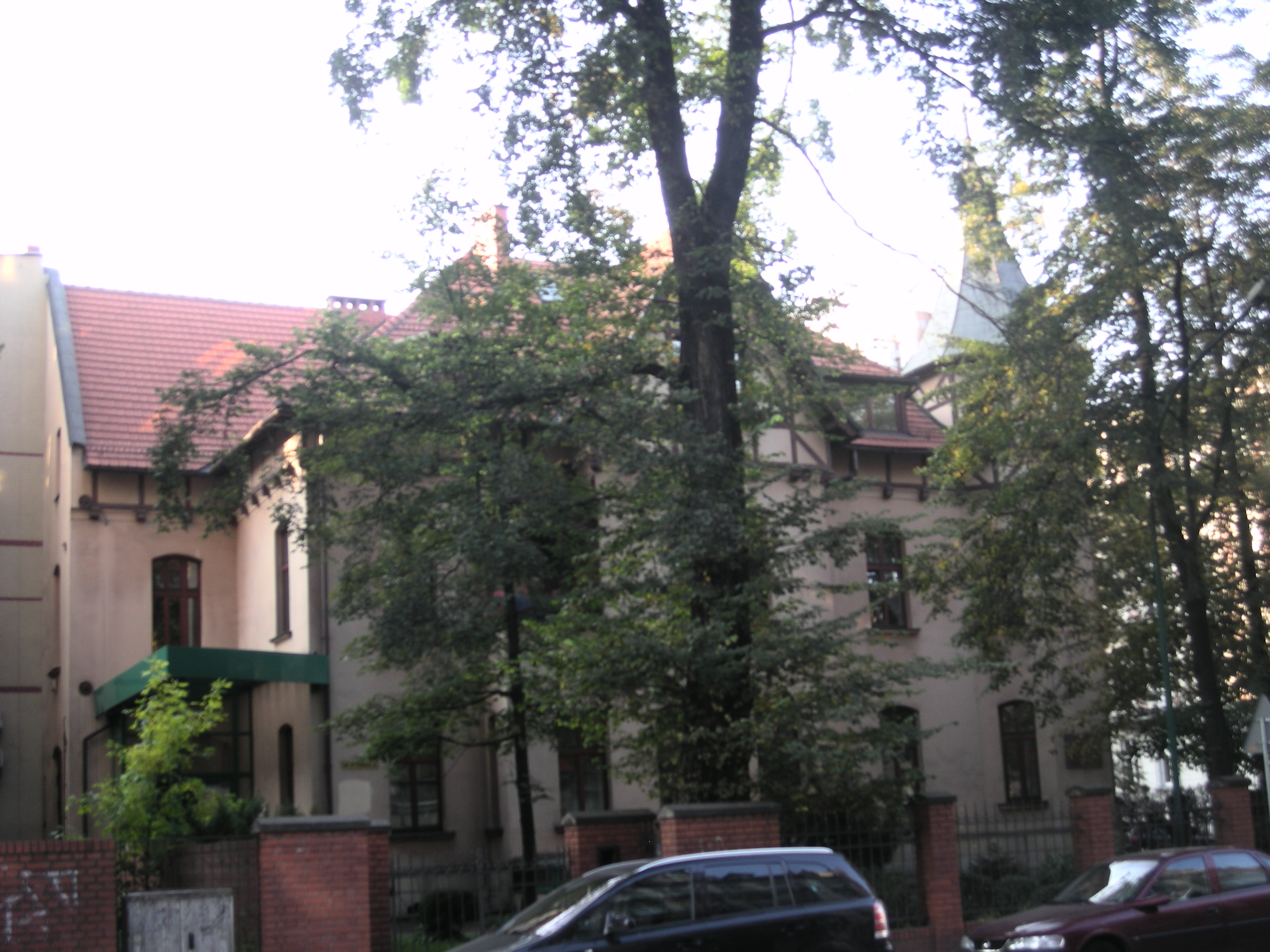
Elewacja frontowa (2011)
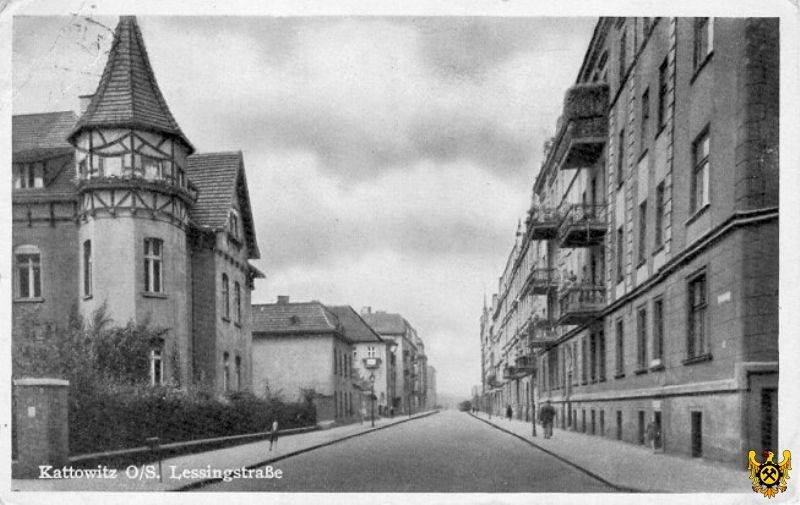
Widok ok. 1915 r.
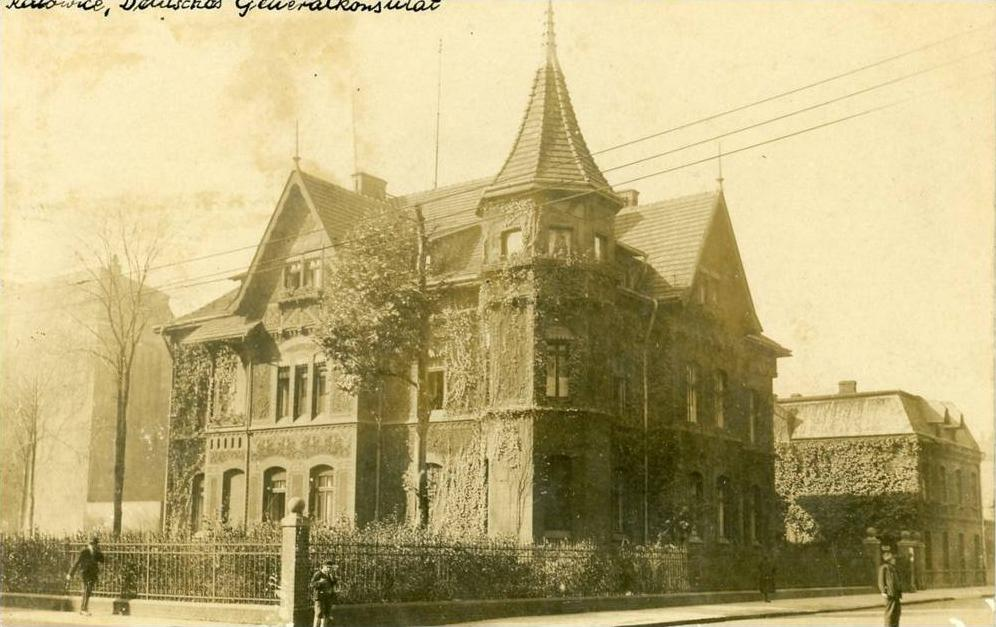
Lata 20 XX w.
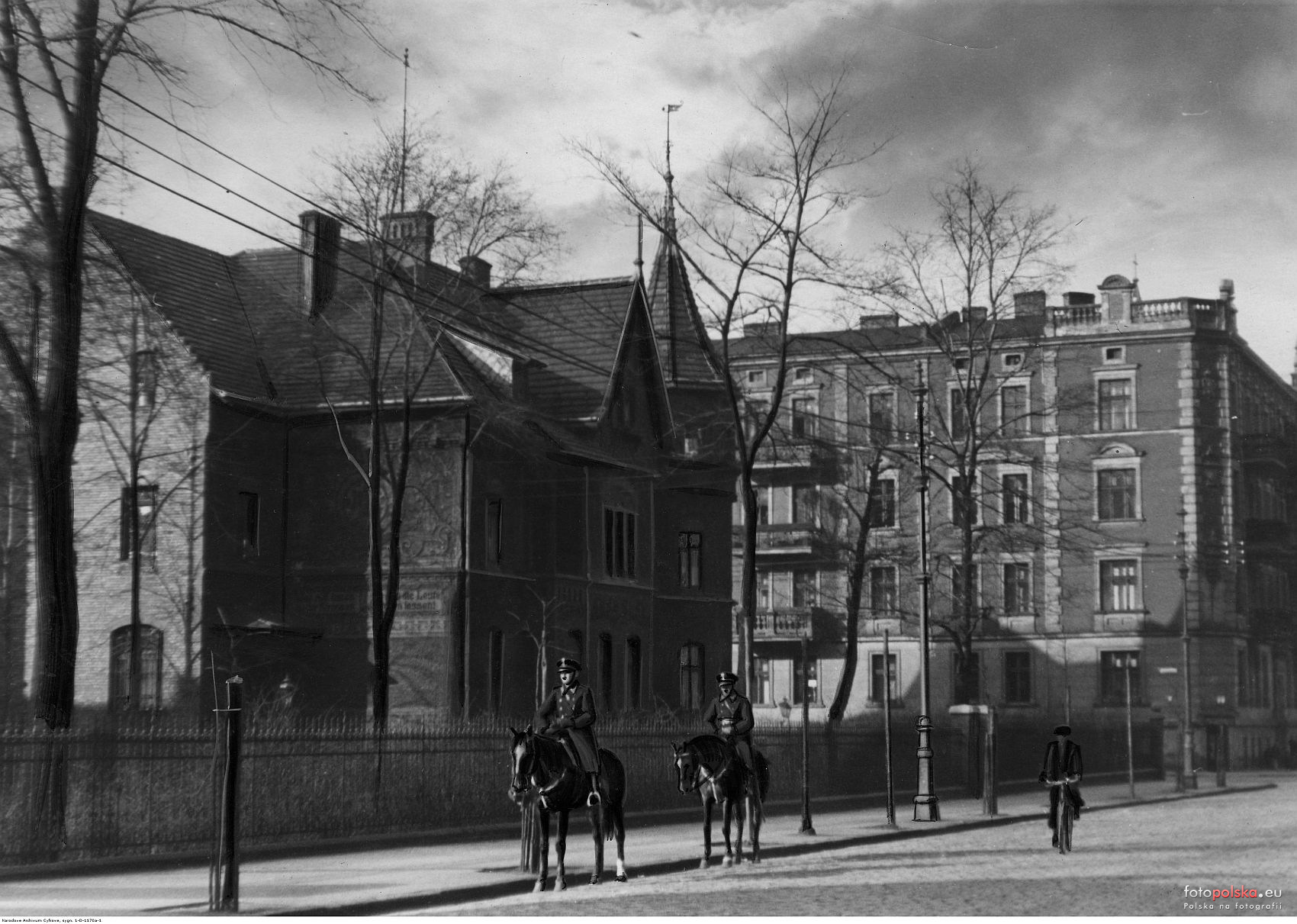
Lata 30 XX w.